# R.L. Stine
Robert Lawrence Stine (født 8. oktober 1943) kendt som R.L. Stine og Jovial Bob Stine, er en amerikansk forfatter. Stine, som ofte kaldes "Stephen King af børnelitteratur," er forfatter af hundredvis af rædselsfiktions-romaner, herunder serierne Fear Street, Gåsehud, Rotten School, Mostly Ghostly og Rædselsrummet. Nogle af hans mindre kendte værker omfatter Space Cadets-trilogien, to Hark-gamebooks, den todelte roman The Beast og snesevis af joke-bøger.